# هتل سوهو

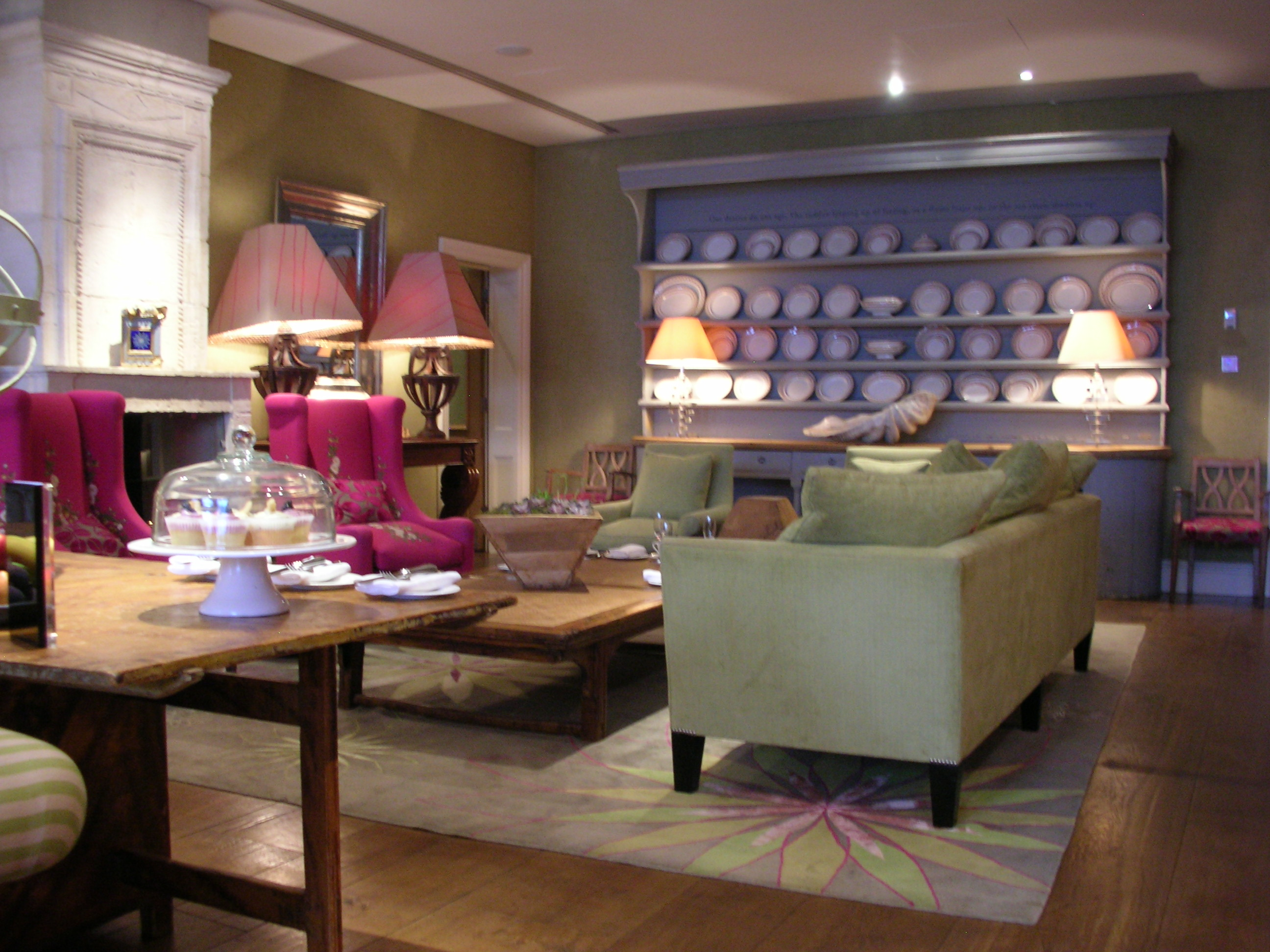
هتل سوهو

هتل سوهو (به انگلیسی: Soho Hotel) یک هتل ۵ ستاره لوکس است که در سوهو لندن در انگلستان قرار دارد. این هتل دارای رستوران کامل و ۹۶ اتاق است. اتاق‌های این هتل از طراحی های به روز استفاده می‌کنند.